# She Doesn’t Mind
She Doesn’t Mind ist ein Song des jamaikanischen Dancehall-Sängers Sean Paul und die zweite Singleauskopplung seines fünften Albums Tomahawk Technique. Der Song erreichte hohe Chartplatzierungen. Der Text wurde von Sean Paul, zusammen mit Shellback und Benny Blanco geschrieben. Für die Produktion sorgten auch wieder Shellback und Benny Blanco.

## Musikvideo
Das Video wurde am MacArthur Airport mit Evan Winter als Regie in Ronkonkoma auf Long Island gedreht. Es fängt mit einem landenden Flugzeug an. Danach wird eine Frau gezeigt, wie sie einen USB-Stick in ihrer Hand hält und aufgefordert wird, durch die Kontrolle zu gehen. Als sie durchgeht, fängt der Alarm an und sie wird von der Security durchsucht, doch die findet nichts und merkt nicht, dass die Frau den Stick die ganze Zeit in den Händen hält. Dann geben sie die Suche auf und lassen sie mit einem säuerlichen Gesichtsausdruck gehen. Anschließend geht sie von dem grinsenden Sean Paul gefolgt in eine Bar, in der sie ihm den USB-Stick überreicht.

## Rezeption
Jessie Lee gab eine gute Bewertung ab und beschrieb den Song so:
„Es ist definitiv ein Dancefloor-Hit mit einem eingängigen Reggae-Rhythmus und tollen Hip-Hop-Beats, die den Song Glanz verleihen. Pauls Gesang fügen ihm internationale Tiefen, die eine exotische Atmosphäre bietet die das ganze noch attraktiven und bunter machen; so, dass die Single auch einen starken Pop-Einfluss hat.“

## Versionen und Remixe
| #  | Version/Remix                             | Länge |
| -- | ----------------------------------------- | ----- |
| 1. | She Doesn’t Mind (Album Version)          | 3:47  |
| 2. | She Doesn’t Mind (feat. Pitbull)          | 4:00  |
| 3. | She Doesn’t Mind (Dancecom Project Remix) | 5:30  |

## Mitwirkende
She Doesn’t Mind wurde von Jason Henriques, Shellback, Benny Blanco und Sean Paul selbst geschrieben und komponiert. Shellback und Benny Blanco waren die Produzenten des Songs und brachten ihn über die beiden Plattenlabel Atlantic Records und Warner Music heraus. Sean Paul ist, neben Zusammenarbeit mit Pitbull im Remix, die einzige Stimme des Songs.

## Rezeption

### Chartplatzierungen
| ChartsChartplatzierungen       | Höchstplatzierung | Wochen |
| ------------------------------ | ----------------- | ------ |
| Deutschland (GfK)              | 2 (33 Wo.)        | 33     |
| Österreich (Ö3)                | 1 (25 Wo.)        | 25     |
| Schweiz (IFPI)                 | 1 (32 Wo.)        | 32     |
| Vereinigte Staaten (Billboard) | 78 (1 Wo.)        | 1      |
| Vereinigtes Königreich (OCC)   | 2 (18 Wo.)        | 18     |

| ChartsJahrescharts (2012)    | Platzierung |
| ---------------------------- | ----------- |
| Deutschland (GfK)            | 12          |
| Österreich (Ö3)              | 9           |
| Schweiz (IFPI)               | 8           |
| Vereinigtes Königreich (OCC) | 41          |

### Auszeichnungen für Musikverkäufe
| Land/Region                  | Auszeichnungen für Musikverkäufe (Land/Region, Auszeichnung, Verkäufe) | Verkäufe  |
| ---------------------------- | ---------------------------------------------------------------------- | --------- |
| Deutschland (BVMI)           | 3× Gold                                                                | 450.000   |
| Frankreich (SNEP)            | —                                                                      | 105.600   |
| Italien (FIMI)               | Platin (WM Germany) · + Gold (Atlantic Records)                        | 125.000   |
| Kanada (MC)                  | Platin                                                                 | 80.000    |
| Österreich (IFPI)            | Platin                                                                 | 30.000    |
| Schweden (IFPI)              | Platin                                                                 | 40.000    |
| Schweiz (IFPI)               | 2× Platin                                                              | 60.000    |
| Spanien (Promusicae)         | Gold                                                                   | 30.000    |
| Vereinigtes Königreich (BPI) | Platin                                                                 | 600.000   |
| Insgesamt                    | 3× Gold · 8× Platin ·                                                  | 1.520.600 |

Hauptartikel: Sean Paul/Auszeichnungen für Musikverkäufe